# Droga wojewódzka 144
Die Droga wojewódzka 144 (DW 144) ist eine Woiwodschaftsstraße in Polen, die die Städte Nowogard (Naugard) und Chociwel (Freienwalde) verbindet. Die Gesamtlänge beträgt 30 Kilometer. 
Die Straße führt durch die Woiwodschaft Westpommern und deren drei Kreise: Goleniów, Łobez und Stargard.

## Streckenverlauf
Woiwodschaft Westpommern:
Powiat Goleniowski (Kreis Gollnow):
- Nowogard (Naugard) (→ DK 6 (ehemalige deutsche Reichsstraße 2, heute auch Europastraße 28): Stettin – Goleniów (Gollnow) ↔ Koszalin (Köslin) – Danzig, und DW 106: Rzewnowo (Revenow) – Golczewo (Gülzow) ↔ Maszewo (Massow) – Stargard (Stargard in Pommern))
- Kulice (Külz)
- Wierzbięcin (Farbezin) (DW 147: →  Radowo Małe (Klein Raddow) – Łobez (Labes))

Powiat Łobeski (Kreis Labes):
- Bienice (Groß Benz)

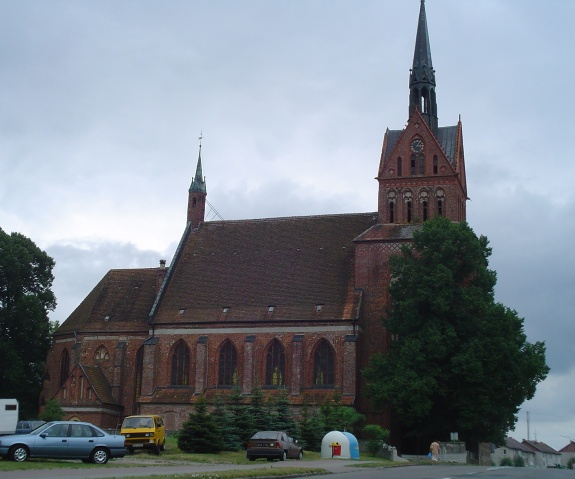
Die Marienkirche in Chociwel (Freienwalde)

- Dobra (Daber, Kreis Naugard) (DW 146: Jenikowo (Hohen Schönau) ↔ Strzmiele (Stramehl) (- Łobez))
- Zapłocie (Hospitalvorwerk)
- Dobropole (Breitenfeld)

Powiat Stargardzki (Kreis Stargard in Pommern):
- Chociwel (Freienwalde) (DK 20 (ehemalige deutsche Reichsstraße 158): Stargard (Stargard in Pommern) ↔ Drawsko Pomorskie (Dramburg) –  Szczecinek (Neustettin) – Bytów (Bütow) – Gdynia (Gdingen))